# Polyardis recondita
Polyardis recondita är en tvåvingeart som först beskrevs av Franz Lengersdorf 1939.  Polyardis recondita ingår i släktet Polyardis och familjen gallmyggor. Inga underarter finns listade i Catalogue of Life.